# Abavornis bonaparti
Abavornis bonaparti (Абаворніс) — вид птахів підкласу Енанціорнісові (Enantiornithes). Він мешкав у середині турону, близько 92 мільйонів років тому. Описаний по одній скам'янілості, що знайдена у відкладеннях формування Бісекти в пустелі Кизилкум на території сучасного Узбекистану. Голотип (TsNIGRI 56/11915) складається лише з часткового коракоїда.

## Етимологія
Abavornis дослівно означає — «пра-пра-дідусь птахів», вид A. bonaparti названий в честь аргентинського палеонтолога Хосе Бонапарта.